# Хирацука
Хирацука (јап. 平塚市) град је у Јапану у префектури Канагава. Према попису становништва из 2005. у граду је живело 259.017 становника.

## Становништво
Према подацима са пописа, у граду је 2005. године живело 259.017 становника.
| 1995.   | 2000.   | 2005.   |
| ------- | ------- | ------- |
| 253.822 | 254.633 | 259.017 |

## Спорт
Хирацука има фудбалски клуб Шонан белмаре.